# Scaphosepalum verrucosum
Scaphosepalum verrucosum là một loài thực vật có hoa trong họ Lan. Loài này được (Rchb.f.) Pfitzer miêu tả khoa học đầu tiên năm 1888.

## Hình ảnh

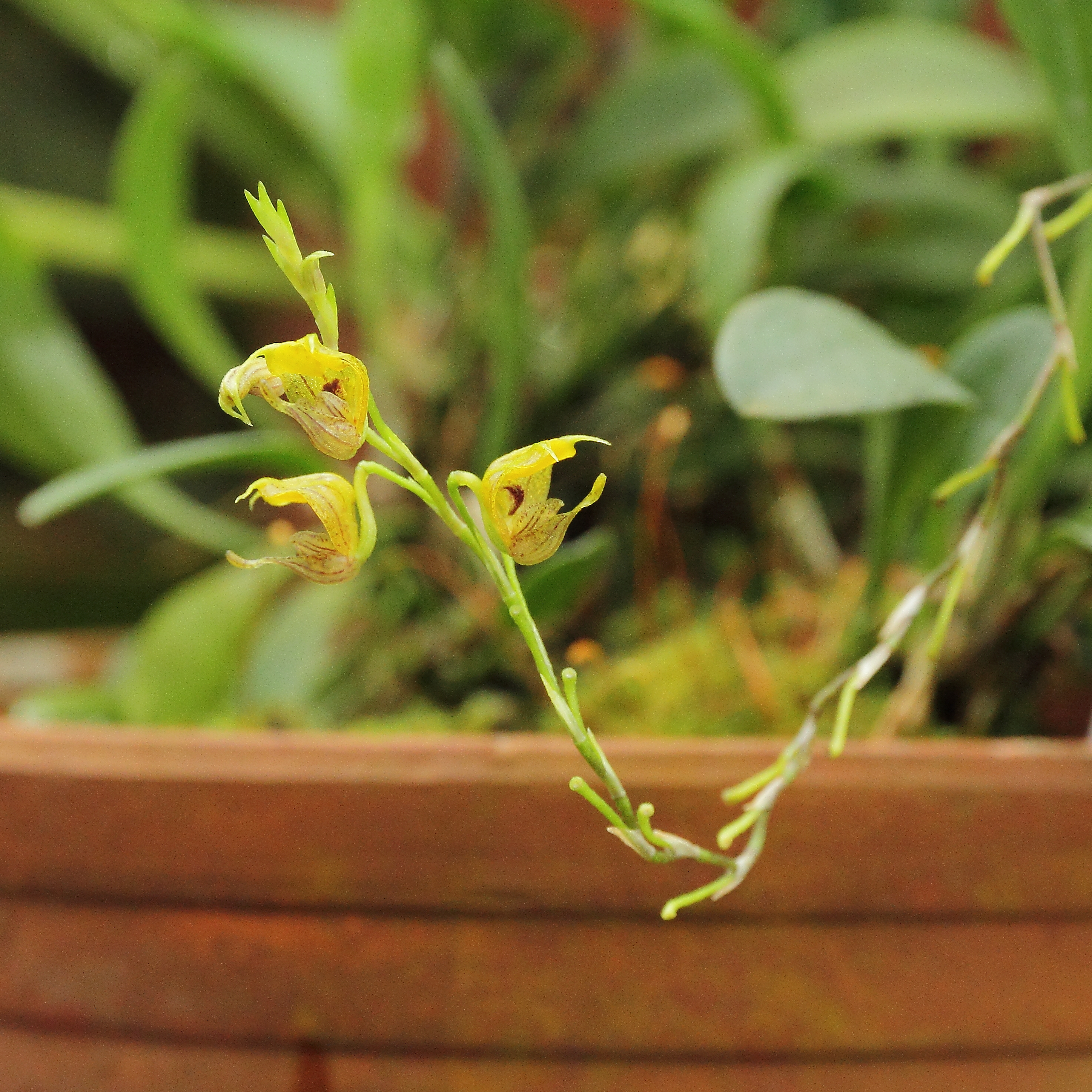